# Bản đồ tư duy

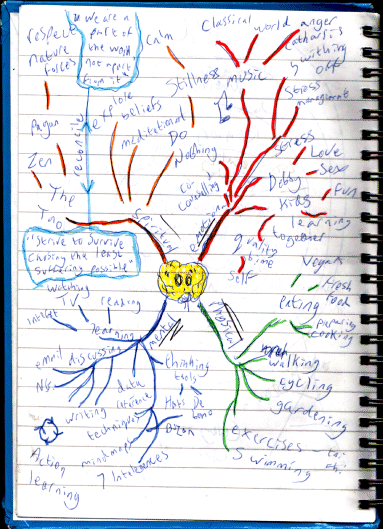
Giản đồ ý dạng đơn giản về các câu hỏi của một sự kiện

Bản đồ tư duy hay sơ đồ tư duy, còn gọi là giản đồ ý (tiếng Anh: Mind map) là phương pháp được đưa ra như là một phương tiện mạnh để tận dụng khả năng ghi nhận hình ảnh của bộ não. Đây là cách để ghi nhớ logic và chi tiết, để tổng hợp, hay để phân tích một vấn đề ra thành nhiều nội dung nhỏ theo một dạng của lược đồ phân nhánh. Khác với máy tính, ngoài khả năng ghi nhớ kiểu tuyến tính (ghi nhớ theo 1 trình tự nhất định chẳng hạn như trình tự biến cố xuất hiện của 1 câu truyện) thì não bộ còn có khả năng liên lạc, liên hệ các dữ kiện với nhau. Phương pháp này khai thác cả hai khả năng này của bộ não.
Sơ đồ tư duy hữu ích trong việc trình bày các ý tưởng về một chủ đề nào đó. Quá trình tạo lập sơ đồ tư duy phù hợp với quá trình tư duy, triển khai chi tiết dần các ý tưởng đã có và giúp ta nhìn thấy được tổng thể các nội dung liên quan.
Đây được xem là phương pháp giáo dục giúp ghi nhớ hoặc phân tích vấn đề tối ưu nhất dành cho những người mạnh về trí thông minh không gian - thị giác.

## Lịch sử
Lịch sử của bản đồ tư duy có thể bắt nguồn từ thế kỷ thứ 3, khi các ví dụ về những hình vẽ giống như bản đồ tư duy được tạo ra bởi Porphyry of Tyros để giới thiệu về các khái niệm của Aristotle. Sau đó, trong khoảng thời gian 1235-1315, có những ghi chép về triết gia Ramon Llull đã sử dụng kỹ thuật này.
Các nhà sử học cũng đã biết rằng Leonardo da Vinci đã sử dụng kỹ thuật lập bản đồ tư duy để ghi chép.
Mặc dù không thể nói chắc chắn chính xác ai là người đã tạo ra khái niệm sơ đồ tư duy ngay từ đầu, nhưng người được ghi nhận thường xuyên nhất với việc đưa bản đồ tư duy trở thành xu hướng chính là Tony Buzan.
Phương pháp này được phát triển vào cuối thập niên 60 (của thế kỉ 20) bởi Tony Buzan  như là một cách để giúp học sinh "ghi lại bài giảng" mà chỉ dùng các từ then chốt và các hình ảnh. Cách ghi chép này sẽ nhanh hơn, dễ nhớ và dễ ôn tập hơn.
Đến giữa thập niên 70 Peter Russell  đã làm việc chung với Tony và họ đã truyền bá kĩ xảo về giản đồ ý cho nhiều cơ quan quốc tế cũng như các học viện giáo dục.

## Sử dụng sơ đồ tư duy
Sơ đồ tư duy đem lại những hiệu quả thực sự, nhất là trong lĩnh vực giáo dục và kinh doanh. Lập sơ đồ tư duy là một cách thức cực kỳ hiệu quả để ghi chú. Các sơ đồ tư duy không chỉ cho thấy các thông tin mà còn cho thấy cấu trúc tổng thể của một chủ đề và mức độ quan trọng của những phần riêng lẻ trong đó đối với nhau. Nó giúp bạn liên kết các ý tưởng và tạo các kết nối với các ý khác.
Các bậc thầy về ghi nhớ như Eran Katz - Kỷ lục Guinness người có khả năng nhớ được 500 con số theo thứ tự chỉ sau một lần nghe; Adam Khoo tác giả các cuốn sách nổi tiếng về giáo dục trí não như "Tôi Tài Giỏi, Bạn Cũng Thế!", "Con cái chúng ta đều giỏi".

## Vận dụng của giản đồ ý
- Ghi nhớ chi tiết cấu trúc đối tượng hay sự kiện mà chúng chứa các mối liên hệ phức tạp hay chằng chéo.
- Tổng kết dữ liệu.
- Hợp nhất thông tin từ các nguồn nghiên cứu khác nhau.
- Động não về một vấn đề phức tạp.
- Trình bày thông tin để chỉ ra cấu trúc của toàn bộ đối tượng.
- Ghi chép (bài giảng, phóng sự, sự kiện...).
- Khuyến khích làm giảm sự miêu tả của mỗi ý mỗi khái niệm xuống thành một từ (hay từ kép).
- Toàn bộ ý của giản đồ có thể "nhìn thấy" và nhớ bởi trí nhớ hình ảnh - Loại trí nhớ gần như tuyệt hảo
- Sáng tạo các bài viết và các bài tường thuật.
- Là phương tiện cho học tập hay tìm hiểu sự kiện.

Với giản đồ ý, người ta có thể tìm ra gần như vô hạn số lượng các ý tưởng và cùng một lúc sắp xếp lại các ý đó bên cạnh những ý có liên hệ. Điều này biến phương pháp này trở thành công cụ mạnh để soạn các bài viết và tường thuật, khi mà những ý kiến cần phải được ghi nhanh xuống. Sau đó tùy theo các từ khóa (ý chính) thì các câu hay đoạn văn sẽ được triển khai rộng ra.
Một thí dụ điển hình là việc đọc sách nghiên cứu khoa học, thay vì chỉ đơn thuần đọc, dùng giản đồ ý trong khi đọc mỗi lần nảy ra được vài ý hay hoặc ý quan trọng thì chỉ thêm chúng vào đúng vị trí trong cái giản đồ.
Sau khi đọc xong cuốn sách thì người đọc sẽ có được một trang giấy tổng kết tất cả những điểm hay và mấu chốt của cuốc sách đó. Có thể thêm thắt vào nhiều ý tưởng nghĩ ra trong lúc đọc. Điều này sẽ làm tăng chất lượng hấp thụ kiến thức từ cuốn sách.
Nếu muốn nắm thật tường tận các dữ liệu đọc được thì chỉ việc tiến hành vẽ lại cái giản đồ ý này bằng trí nhớ vài lần.

## Ưu điểm
So với các cách thức ghi chép truyền thống thì phương pháp giản đồ ý có những điểm vượt trội như sau:
- Ý chính sẽ ở trung tâm và được xác định rõ ràng.
- Quan hệ hỗ tương giữa mỗi ý được chỉ ra tường tận. Ý càng quan trọng thì sẽ nằm vị trí càng gần với ý chính.
- Liên hệ giữa các khái niệm then chốt sẽ được tiếp nhận lập tức bằng thị giác.
- Ôn tập và ghi nhớ sẽ hiệu quả và nhanh hơn.
- Thêm thông tin (ý) dễ dàng hơn bằng cách vẽ chèn thêm vào giản đồ.
- Mỗi giản đồ sẽ phân biệt nhau tạo sự dễ dàng cho việc gợi nhớ.
- Các ý mới có thể được đặt vào đúng vị trí trên hình một cách dễ dàng, bất chấp thứ tự của sự trình bày, tạo điều kiện cho việc thay đổi một cách nhanh chóng và linh hoạt cho việc ghi nhớ.
- Có thể tận dụng hỗ trợ của các phần mềm trên máy tính.

## Phương thức tiến hành

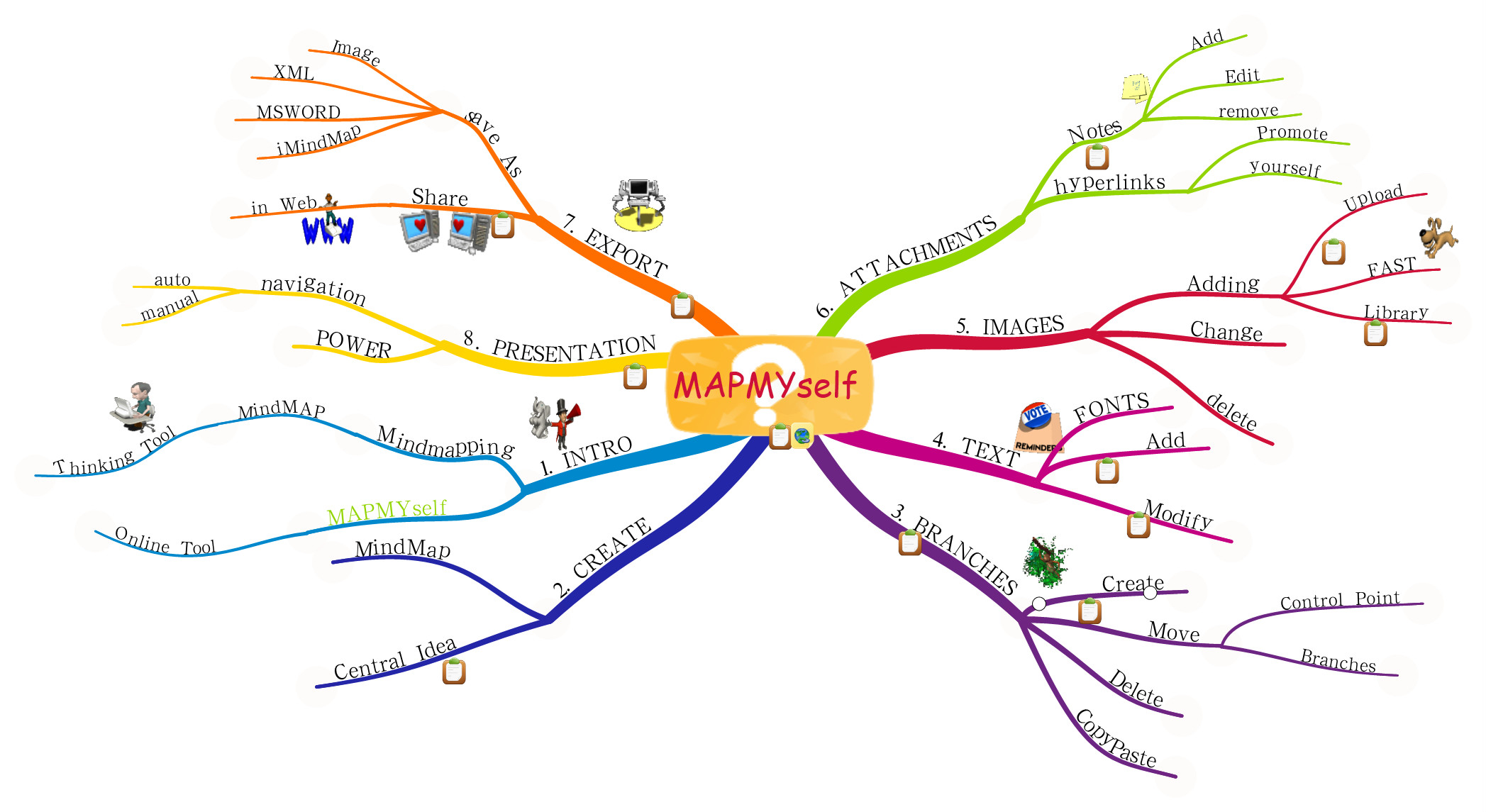
Giản đồ ý gợi nhớ về vai trò của hệ thống I/O và BUS trong máy tính

### Cá nhân
- Viết hay vẽ đề tài của đối tượng xuống giữa trang giấy và vẽ một vòng bao bọc nó. Việc sử dụng màu sẽ nâng cao chất lượng và vận tốc ghi nhớ. Nếu viết chữ thì hãy cô đọng nó thành một từ khóa chính (danh từ kép chẳng hạn).
- Đối với mỗi ý quan trọng, vẽ một đường (hay một đường có mũi tên ở đầu tùy theo quan hệ từ đối tượng trung tâm đối với ý phụ bên ngoài) đường phân nhánh xuất phát từ hình trung tâm (xem hình ví dụ) và nối với một ý phụ.
- Từ mỗi ý quan trọng, lại vẽ các phân nhánh mới các ý phụ bổ sung cho ý đó.
- Từ các ý phụ này lại, mở ra các phân nhánh chi tiết cho mỗi ý.
- Tiếp tục vẽ hình phân nhánh các ý cho đến khi đạt được giản đồ chi tiết nhất (hình rễ cây mà gốc chính là đề tài đang làm việc).

Lưu ý: Khi tiến hành một giản đồ ý nên:
- Sử dụng hình ảnh minh hoạ nếu có thể thay cho chữ viết cho mỗi ý.
- Mỗi ý, nếu không thể dùng hình phải rút xuống tối đa thành một từ khóa ngắn gọn.
- Tư tưởng nên được để tự do tối đa. Bạn có thể nảy sinh ý tưởng nhanh hơn là khi viết ra.

### Nhóm nghiên cứu
Một nhóm có thể làm việc chung và lập nên 1 giản đồ ý bởi các bước sau:
- Mỗi cá nhân vẽ các giản đồ ý về những gì đã biết được về đối tượng.
- Kết hợp với các cá nhân để thành lập một giản đồ ý chung về các yếu tố đã biết.
- Quyết định xem nên nghiên cứu và học tập những gì dựa vào cái giản đồ này của nhóm.
- Mỗi người tự nghiên cứu thêm về đề tài, tùy theo yêu cầu mà tất cả chú tâm vào cùng 1 lãnh vực để đào sâu thêm hay chia ra mỗi người 1 lãnh vực để đẩy nhanh hơn quá trình làm việc. Mỗi người tự hoàn tất trở lại giản đồ ý của mình.
- Kết hợp lần nữa để tạo thành giản đồ ý của cả nhóm.

### Diễn thuyết
Dùng giản đồ ý bao gồm toàn bộ các ghi chép sẽ có nhiều tiện lợi so với các kiểu ghi chép khác là vì:
- Súc tích: chỉ cần 1 trang giấy duy nhất
- Không phải "đọc lại"—Mỗi ý kiến đã dược thu gọn trong một từ khóa hay hình, bạn sẽ không phải đọc theo những gì đã soạn thành bài văn soạn sẵn.
- Linh Hoạt: Nếu như có người đặt câu hỏi bạn có thể tìm ngay ra vị trí liên hệ của câu hỏi với giản đồ ý. Như vậy, người diễn thuyết sẽ không bị lạc khi tìm cho ra chỗ mà câu trả lời cần đến.

### Việc dùng ký hiệu hay biểu tượng và màu sắc qua hình vẽ
- Các ký hiệu hay biểu tượng qua hình vẽ sẽ giản đồ sống động hơn.
- Dùng các loại hình mũi tên khác nhau để chỉ ra chiều hướng và kiểu liên hệ giữa các ý.
- Các ký tự đặc biệt như! ? {} & * | © ® " $ ' @ sẽ tăng "chất lượng cô đọng của ý và làm rõ nghĩa cho giản đồ.
- Dùng nhiều hình vẽ kiểu "logo" để hình tượng hóa các ý và giúp biểu thị các kiểu lời giải.
- Biểu thị các đặc tính kĩ thuật bằng các hình biểu tượng (Thí dụ khi muốn dùng phương pháp hóa học thì ta vẽ một cái ống nghiệm, phương pháp cơ khí thì dùng hình búa kềm, sinh học thì vẽ cây,...)
- Sử dụng nhiều màu sắc sẽ giúp nhớ dễ hơn.